# Interregno ottomano
L'Interregno ottomano, detto anche Triumvirato ottomano (in turco Fetret Devri) fu un periodo di caos dell'impero ottomano, durato dal 1402 al 1413, nel quale non vi fu un sultano riconosciuto.
L'interregno si aprì dopo la battaglia di Angora del 28 luglio 1402, durante la quale il sultano Bayezid I fu fatto prigioniero da Tamerlano. Bayezid morì nel febbraio 1403 e nell'impero ottomano scoppiò una lunga guerra di successione (1402-1413) tra i figli del sultano: Solimano Çelebi, İsa, Mehmet I, Musa e Mustafà.

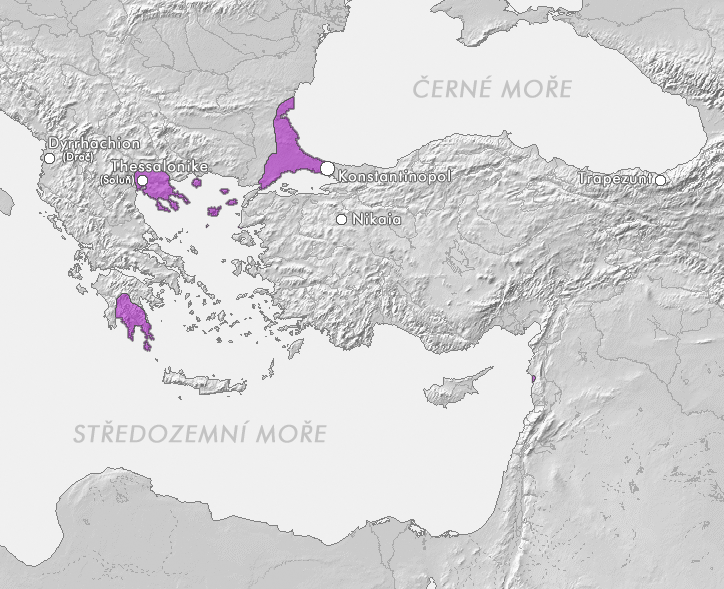
L'impero bizantino nel maggio del 1403 dopo il trattato di Gallipoli firmato con Solimano Çelebi.

Nel 1403 Solimano si impossessò dei territori Ottomani in Europa; in maggio a Gallipoli firmò un trattato con il coimperatore bizantino Giovanni VII Paleologo, in cui si stabiliva che l'impero bizantino non era più vassallo degli Ottomani, sicché Tessalonica, con tutta la penisola Calcidica, la costa del Mar Nero e molte isole egee tornavano ad essere territori bizantini; in più venivano liberati tutti i prigionieri romei. Ciò fu concesso ai Bizantini in cambio del riconoscimento della sovranità di Solimano su Adrianopoli. Questo patto fu suggellato da Solimano, poiché egli sapeva che se voleva diventare sultano di tutto l'Impero ottomano aveva bisogno dell'aiuto dell'Impero bizantino.
Nei primi mesi del 1411 Solimano fu fatto uccidere dal fratello Musa, che si impossessò dei territori ottomani europei. Musa, a differenza del fratello, era ostile ai Bizantini; difatti annullò tutte le concessioni che Solimano aveva fatto all'Impero bizantino. Musa inviò un piccolo esercito per stringere d'assedio Tessalonica e con il grosso delle forze assediò Costantinopoli, massacrando la popolazione bizantina che veniva incontrata lungo il cammino. Ma Musa non riuscì a conquistare Costantinopoli e neppure Tessalonica.
Manuele era intenzionato a liberarsi di Musa e per questo, nei primi mesi del 1412, spedì un'ambasceria a Mehmet I, sultano ottomano dell'Asia Minore, offrendogli l'alleanza dei Bizantini, in cambio della conferma delle concessioni fatte da Solimano. Il sultano accettò, capendo che non avrebbe potuto vincere la guerra civile senza l'aiuto dei Bizantini e il 5 luglio 1413 si scontrò a Çamurlu (nell'attuale Bulgaria occidentale) contro Musa, lo sconfisse e lo uccise. Ora Mehmet era l'unico sultano ottomano e doveva quella sua vittoria a Manuele. Mehmet mandò un emissario a dare la notizia della sua vittoria a Manuele, ordinandogli di dire:
(Mehmet I)
Nell'Impero ottomano i problemi non erano finiti: apparve infatti un nuovo pretendente al trono che diceva di essere Mustafà, il fratello maggiore di Mehmet. L'impostore riuscì a organizzare un esercito e a diventare una minaccia reale per Mehmet. La guerra civile era ricominciata ma non era destinata a durare molto, dal momento che il sultano riuscì a sedare in fretta la rivolta.
Mustafà venne salvato dai Veneziani e portato a Tessalonica, presso la corte di Andronico Paleologo, che lo prese sotto la sua protezione. Mehmet si lamentò di ciò con Manuele, che condannò Mustafà al carcere a vita, pena che sarebbe stata scontata nell'isola di Lemno. L'imperatore ancora una volta era stato molto abile, perché condannando il ribelle al carcere a vita nell'impero bizantino lo salvava da morte certa, che non avrebbe potuto evitare se fosse caduto nelle mani di Mehmet. Manteneva in tal modo buoni rapporti con gli Ottomani e in più aveva sempre pronto un possibile pretendente al trono ottomano.

### Esplicative
1. ↑  Soltanto in una fase iniziale.
2. ↑  Morto per cause naturali.
3. ↑  Soltanto in una fase successiva.
4. ↑  Una volta morto Solimano Çelebi, Orhan, il suo giovanissimo figlio, tentò di assumere il controllo dell'impero appoggiato da una piccola fazione aristocratica, ma il suo zio paterno Musa lo attaccò e scongiurò la minaccia attraverso degli intrighi piuttosto che sul campo di battaglia: (EN) Mario Philippides, Mehmed II the Conqueror and the Fall of the Franco-Byzantine Levant to the Ottoman Turks: Some Western Views and Testimonies, ACMRS/Arizona Center for Medieval and Renaissance Studies, 2007,  p. 73.

### Bibliografiche
1. ↑  Kastritsis (2007), pp. 50, 80, 109.
2. ↑  Kastritsis (2007), p. 119.
3. ↑  Giorgio Sfranze,  III.
4. ↑  Ducas,  XXIII, 1.
5. ↑  Ducas,  XXV, 3.
6. ↑  Ducas,  XXV, 7.
7. ↑  Ducas,  XXV, 8.
8. ↑  Ducas,  XXVI, 4.
9. ↑  Ducas,  XXVI, 5-8.
10. ↑  Ducas,  XXVII, 5.
11. ↑  Ducas,  XXXIII, 1-2.
12. ↑  Ducas,  XXXIII, 9-10.

### Fonti primarie
- Michele Puglia (a cura di), Historia turco-bizantina 1341-1462, Rimini, il Cerchio, 2008, ISBN 88-8474-164-5.

### Fonti secondarie
- (EN) Dimitris Kastritsis, The Sons of Bayezid: Empire Building and Representation in the Ottoman Civil War of 1402–13, Brill, 2007, ISBN 978-90-04-15836-8.
- John Julius Norwich, Bisanzio, Milano, Mondadori, 2000, ISBN 88-04-48185-4.
- Giorgio Sfranze, Paleologo. Grandezza e caduta di Bisanzio, Palermo, Sellerio, 2008, ISBN 88-389-2226-8.